# Kozielsk
Kozielsk (ros. Козельск) – miasto w obwodzie kałuskim Rosji.

## Położenie
Kozielsk jest położony nad rzeką Żyzdrą, 72 km na południowy zachód od Kaługi. Miasto jest usytuowane przy linii kolejowej Smoleńsk–Gorbaczewo–Tuła. Znajdują się tu stacje kolejowe Kozielsk i Tupik.

## Historia
Pierwsze wzmianki o miejscowości pochodzą z 1146. Kozielsk jest wtedy wymieniony jako część księstwa czernihowskiego. Miasto zasłynęło w trakcie najazdu Mongołów Batu-chana w 1238. Mieszkańcy, pomni rzezi, jakich dokonywała armia mongolska na wcześniejszym etapie inwazji, bronili się desperacko przez 7 tygodni, zabijając ok. 4000 mongolskich żołnierzy. Po zdobyciu Mongołowie zniszczyli Kozielsk prawie całkowicie, a prawie wszyscy obrońcy wraz z ich teoretycznym przywódcą, siedmioletnim Wasylem, synem księcia, zginęli.
W latach 1446–1494 Kozielsk, po rozpadzie Złotej Ordy, jako jedno z księstw wierchowskich na krótko stał się częścią Wielkiego Księstwa Litewskiego. Po 1494 został opanowany przez wojska moskiewskie i od tego czasu pozostaje częścią Rosji.
Kozielsk był siedzibą rodów Ogińskich i Puzynów.
Najbardziej znana budowla Kozielska to XVIII-wieczny monaster, Pustelnia Optyńska. Na jego terenie w latach 1939–1940 funkcjonował sowiecki obóz jeniecki dla Polaków. Osadzonymi w obozie w Kozielsku byli oficerowie (także podchorążowie) służby stałej i rezerwy Wojska Polskiego, wzięci do niewoli przez Związek Radziecki po zajęciu wschodnich obszarów Polski po 17 września 1939.
W 1940 roku zostali oni przewiezieni do Katynia i rozstrzelani przez funkcjonariuszy Obwodowego Zarządu NKWD w Smoleńsku oraz pracowników NKWD przybyłych z Moskwy na mocy decyzji Biura Politycznego KC WKP(b) z 5 marca 1940 roku. Zamordowani jeńcy są pochowani na Polskim Cmentarzu Wojennym w Katyniu.